# Arneburg

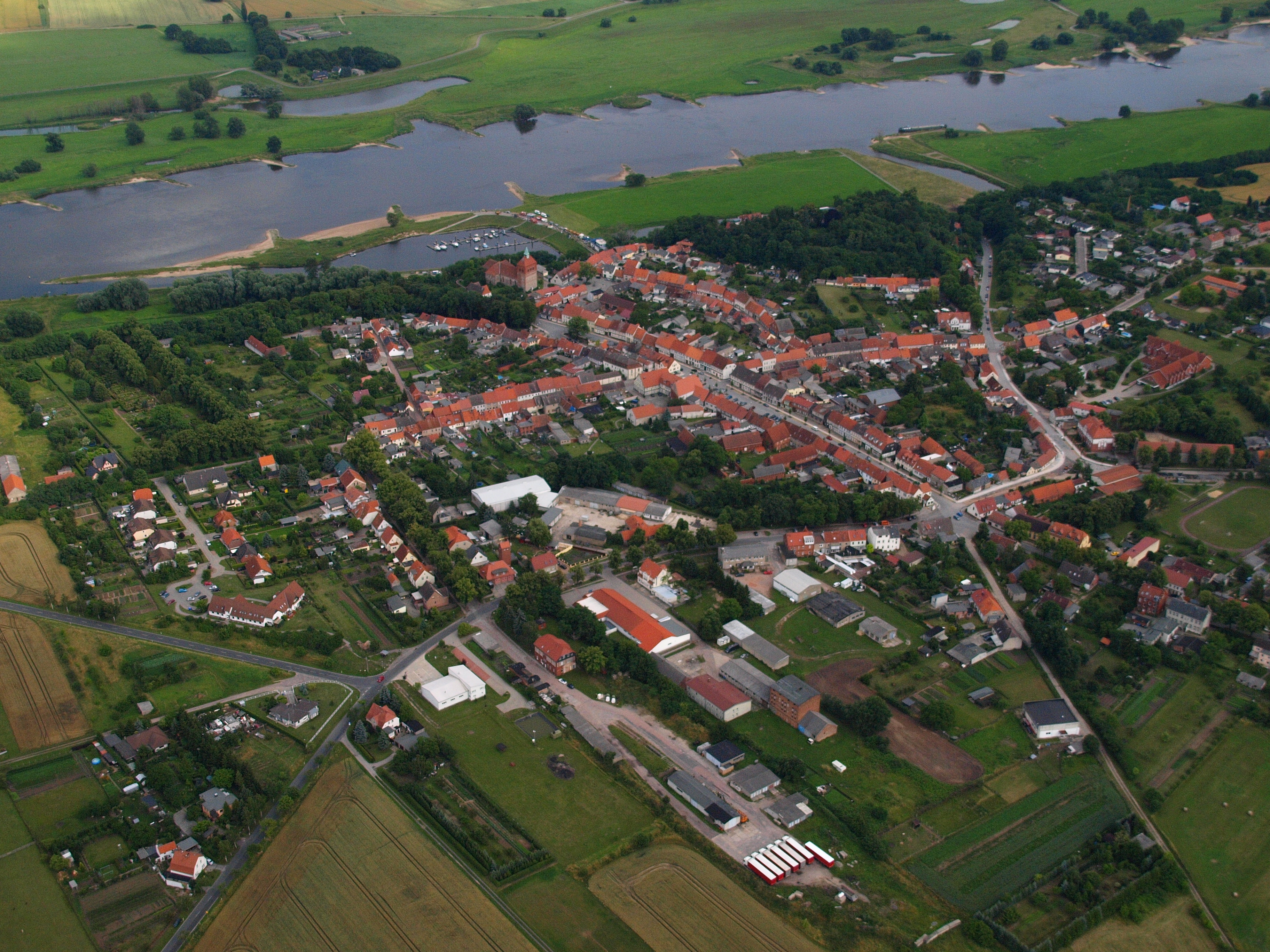
Arneburg aus nordwestlicher Richtung

Arneburg (Ausspracheⓘ) ist eine Stadt im Landkreis Stendal in Sachsen-Anhalt und Mitglied der Verbandsgemeinde Arneburg-Goldbeck. Seit 2013 ist Arneburg staatlich anerkannter Erholungsort.

## Geographie

### Lage
Die Stadt Arneburg liegt auf einer Hochfläche am Westufer der Elbe etwa zehn Kilometer nordöstlich von der Kreisstadt Stendal entfernt in der Altmark. Östlich schließen sich auf dem rechten Elbufer die Elbniederung, das etwas höher liegende Land Schollene und die Havelniederungen an.
Zu Arneburg gehören der östlich der Stadt gelegene Wohnplatz Bürs und die Ortsteile Beelitz und Dalchau. Letzterer liegt etwa drei Kilometer nördlich der Stadt. Bei Dalchau steht der Überrest des Kernkraftwerks Stendal und der Industrie- und Gewerbepark Altmark.
Umgeben wird Arneburg von den Nachbargemeinden Hohenberg-Krusemark im Norden, Kamern im Nordosten, Klietz im Osten, Tangermünde im Süden, Hassel im Südwesten sowie Eichstedt im Westen.

### Klima

Niederschlagsdiagramm

Der Jahresniederschlag beträgt 516 mm. Die Niederschläge sind extrem niedrig. Sie liegen im unteren Zwanzigstel der in Deutschland erfassten Werte. An 5 % der Messstationen des Deutschen Wetterdienstes werden niedrigere Werte registriert. Der trockenste Monat ist der Februar, die meisten Niederschläge fallen im Juni. Im Juni fallen 2,1-mal mehr Niederschläge als im Februar. Die Niederschläge variieren kaum und sind sehr gleichmäßig übers Jahr verteilt. An nur 9 % der Messstationen werden niedrigere jahreszeitliche Schwankungen registriert.

## Geschichte

### Mittelalter bis Neuzeit

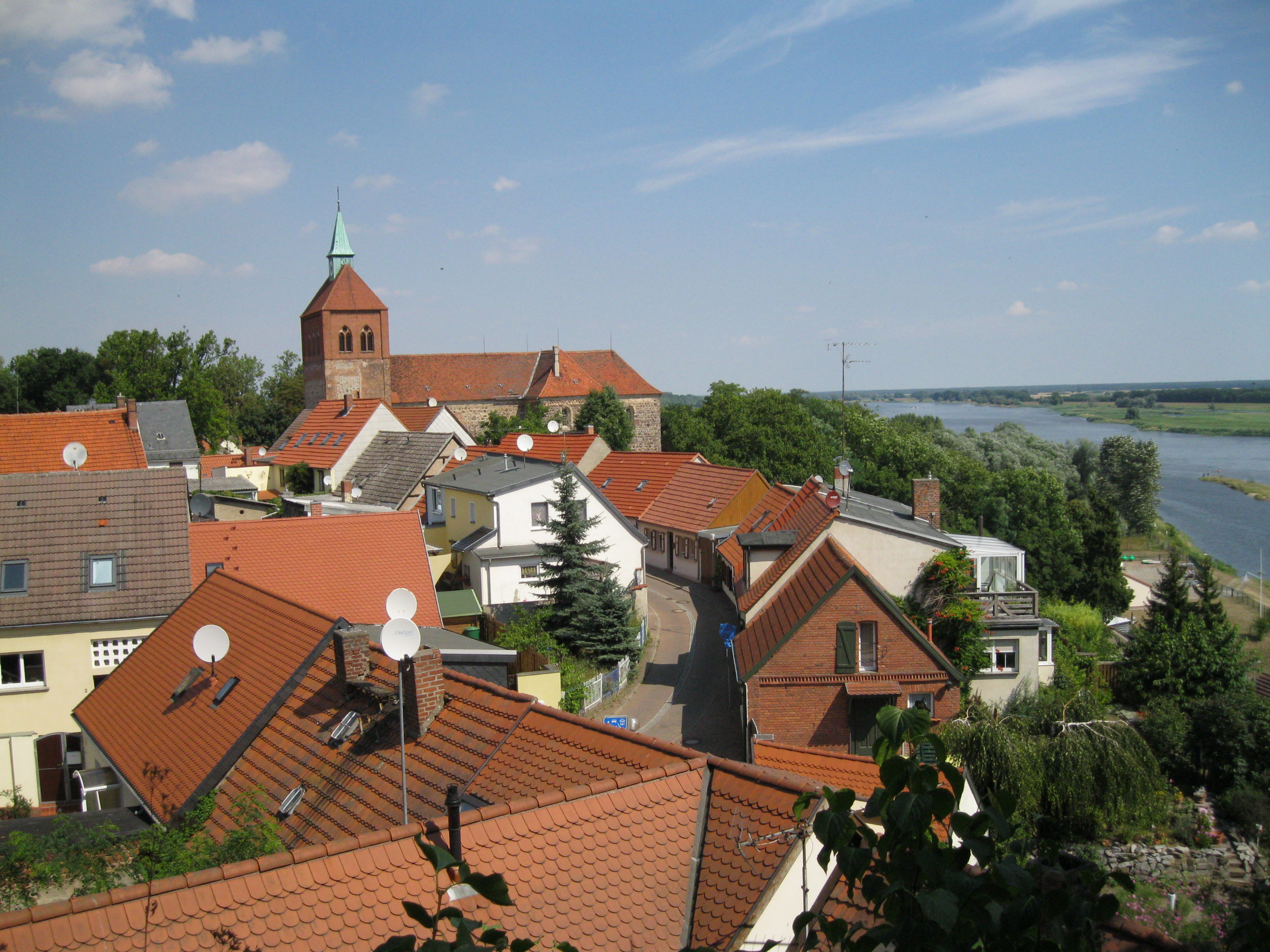
Elbblick mit Kirche St. Georg

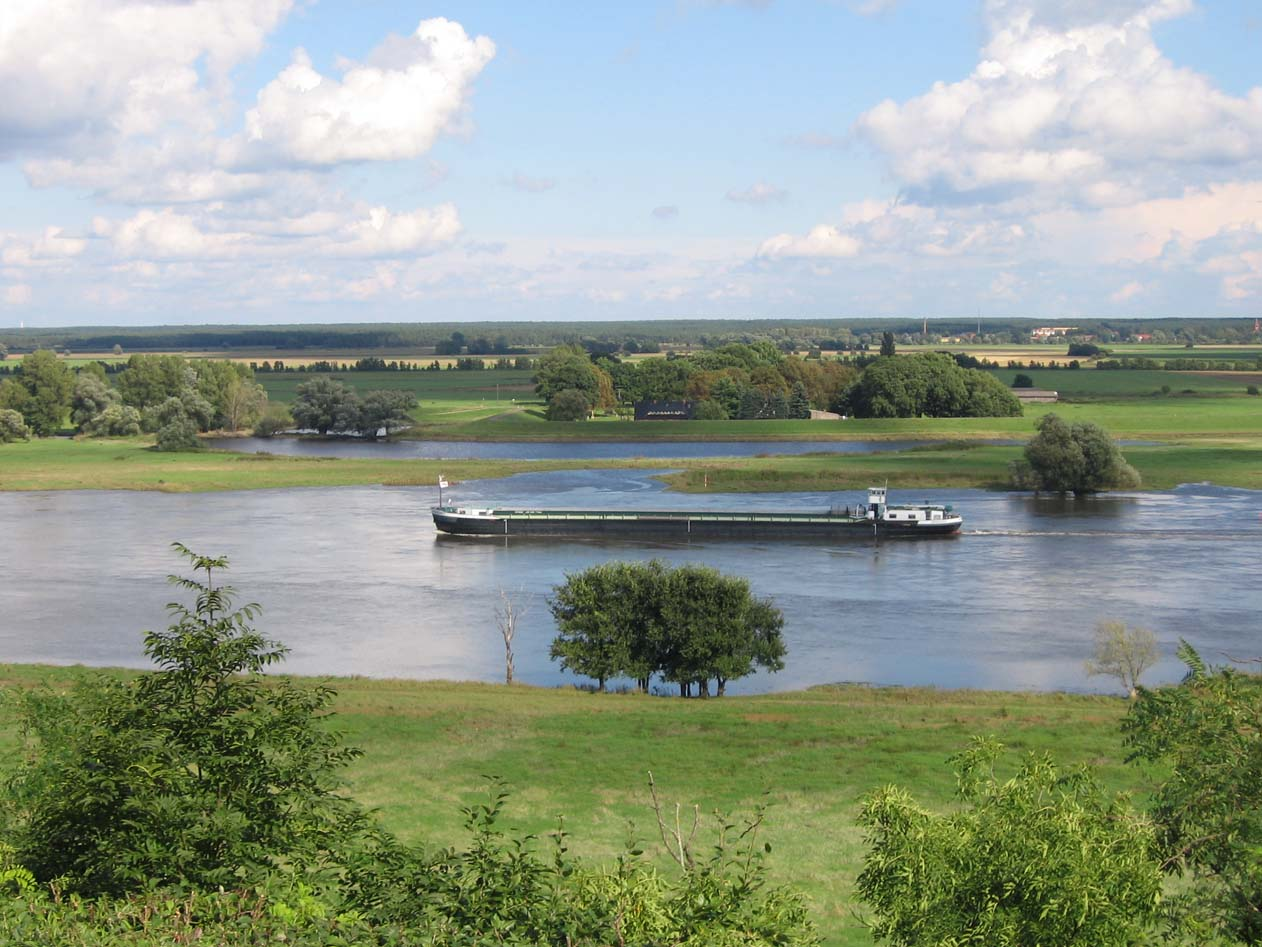
Blick vom Burgberg

Im Jahr 978 wird erstmals ein Graf Brun von Arneburg in der Chronik Thietmars von Merseburg erwähnt. Zu diesem Zeitpunkt muss bereits eine bedeutende Festung bestanden haben, die wahrscheinlich auf Kaiser Otto I. (936 bis 973) und/oder seinen Sohn Otto II. (973 bis 983) zurückgeht. Sie wollten die rechtselbischen, slawischen Gebiete ihrem Territorium eingliedern. Zwischen 980 und 983, wahrscheinlich um den 26. April 983, (die Urkunde ist nicht datiert) wird Arneburg erstmalig urkundlich erwähnt. Denn Graf Brun von Arneburg und seine Frau stifteten in dieser Zeit ein Benediktinerkloster. Erhalten ist das Bestätigungsschreiben des 983 verstorbenen Papstes Benedikt VII. Nach dem Slawenaufstand 983, der zum Verlust der ostelbischen Gebiete führte, stieg Arneburg zu einer bedeutenden Burg des Reiches auf. Sie war mehrmaliger Aufenthaltsort der Kaiser Otto III. und Heinrich II. (993, 997 und 1012). Heinrich II. baute sie nach einem Brand 997 wieder auf. Er schenkte Arneburg mit dem zugehörigen Ländereien dem Erzbistum Magdeburg, was Kaiser Konrad II. (1024 bis 1039) 1025 bestätigte. Damals wird erstmals ein Hof erwähnt, von dem aus zugehörige Ländereien bewirtschaftet wurden. So etwas wie eine Stadt gab es noch nicht. Die Arneburg war vor allem ein militärisches und Verwaltungszentrum, zeitweilig bestand im 11. Jahrhundert eine Münzstätte. Wahrscheinlich König Konrad III. (1138 bis 1152) setzte einen Grafen von Arneburg ein, aber schon Ende des 12. Jahrhunderts wurden sie von den Markgrafen von Brandenburg verdrängt, die sich nun selbst Grafen von Arneburg nannten. Parallel entwickelte sich allmählich die Siedlung an der Burg. Eine Urkunde zur Stadtrechtsverleihung gibt es nicht.
Um die Mitte des 14. Jahrhunderts erneuerte allerdings Markgraf Ludwig der Römer zu Brandenburg die Stadtrechte der Bürger von Arneburg. Das älteste Gebäude der Stadt ist die im Kern wohl in der ersten Hälfte des 12. Jahrhunderts erbaute romanische Stadtkirche St. Georg. Sie wurde im 13. Jahrhundert erweitert und soll eine der ältesten Kirchen in der Altmark sein.
Seit 1420 ist der Betrieb einer Fähre bei Arneburg nachgewiesen. Im 15. Jahrhundert wurde Arneburg Sitz der Hohenzollern in der Mark Brandenburg. 1499 starb der brandenburgische Kurfürst Johann Cicero auf der Burg von Arneburg. Nach dem im Geheimen Staatsarchiv in Berlin befindlichen Landreiterbericht gab es 1652 in Arneburg nur 50 Feuerstellen, also etwa 250 Einwohner. Am 5. Juli 1767 wurde die Stadt einschließlich Kirche durch ein Feuer weitgehend verwüstet. Friedrich II. spendete für den Wiederaufbau 26.000 Taler. Das Baumaterial für den Wiederaufbau wurde aus der inzwischen zur Ruine gewordenen Burg gewonnen. Daher sind heute nur noch Grundmauern der Burg vorhanden. Auf dem Burgplateau des Burgbergs mit Resten der Wallanlagen befindet sich eine biedermeierliche Parkanlage und eine Gaststätte. 

### Kernkraftwerk (1975 – 1991)
Fünf Kilometer nördlich der Stadt war auf dem Gelände des extra für dieses Projekt 1975 geschleiften Ortes Niedergörne das Kernkraftwerk Stendal errichtet worden. Block 1 wurde am 1. Dezember 1982 begonnen; Block 2 am 1. Dezember 1984. Die gravierenden Sicherheitsmängel der verwendeten sowjetischen Reaktoren waren schon vor dem Mauerfall bekannt (und seit der Katastrophe von Tschernobyl 1986 gefürchtet), gleichwohl wurde der Bau erst Anfang 1991 eingestellt.
Auf dem Werksgelände des ehemaligen Kraftwerks entstand der Industrie- und Gewerbepark Altmark.

### Geplantes Kohlekraftwerk (2009 – 2013)
Auf dem Gelände des Kernkraftwerkes plante das Unternehmen RWE ab 2008 den Bau eines Steinkohlekraftwerkes. Der 1600-MW-Doppelblock sollte mit Importkohle aus Australien, Kolumbien und Südafrika befeuert werden und hätte geschätzt rund 9 Millionen Tonnen CO2 pro Jahr emittiert; die Baukosten wurden auf etwa 2,2 Milliarden Euro geschätzt, wovon rund 14 % als Investitionszuschüsse aus Steuermitteln stammen sollten. Im Kraftwerk sollten rund 100 Arbeitsplätze entstehen. Die Bürgerinitiative Gegen das Kohlekraftwerk Arneburg e. V. rief 2009 zum Widerstand gegen das Projekt auf. Bei einem Baubeginn im Jahr 2011 war die Inbetriebnahme für 2015 geplant. 2009/10 war die tiefe Rezession Anlass dafür, mit solchen Investitionen zu zögern; ab März 2011 war es die nach dem Beginn der Nuklearkatastrophe von Fukushima von der Bundesregierung ausgerufene Energiewende.
Wegen niedriger Strompreise zu vielen Tageszeiten (der Ausbau von Windenergie und Photovoltaik schreitet voran; die so erzeugten Strommengen drücken den Preis an der Strombörse) haben mehrere große Energiekonzerne Investitionen in Steinkohlekraftwerke aufgegeben oder zurückgestellt. Das endgültige Aus für Arneburg gab RWE im April 2013 bekannt.

### Eingemeindungen
Am 1. Dezember 1935 wurde die Gemeinde Bürs in die Stadt Arneburg eingegliedert. Bürs wird heute als kleine Ansiedlung (Wohnplatz) von Arneburg geführt.
Die am 1. Juli 1973 nach Arneburg eingegliederte Gemeinde Beelitz wurde am 1. Januar 1991 wieder ausgemeindet, bevor Beelitz am 1. Juli 2009 erneut nach Arneburg eingemeindet wurde.
Am 17. April 1974 wurde der Ortsteil Dalchau der Stadt Arneburg zugeordnet. Dalchau war am 1. Januar 1969 nach Altenzaun eingemeindet worden. Bereits am 30. September 1928 war der Gutsbezirk Dalchau mit der Landgemeinde Dalchau vereinigt worden. Am 30. September 1928 wurde der Gutsbezirk Niedergörne mit der Landgemeinde Dalchau vereinigt. Somit gehörte der Ortsteil Niedergörne seitdem zu Dalchau und ab dem 1. Januar 1969 (Eingemeindung Dalchau in Altenzaun) zu Altenzaun. Ende 1975 wurde das Dorf Niedergörne abgesiedelt, die Gebäude und die Kirche abgerissen und ein Teil der Verstorbenen umgebettet.

### Einwohnerentwicklung

#### Gemeinde
| Jahr | Einwohner          |
| ---- | ------------------ |
| 1722 | 0584               |
| 1730 | 0678               |
| 1733 | 0676               |
| 1740 | 0703               |
| 1750 | 0911               |
| 1770 | 1015               |
| 1774 | 1967               |
| 1780 | 1105 (mit Militär) |
| 1790 | 1134 (mit Militär) |

| Jahr | Einwohner |
| ---- | --------- |
| 1801 | 1166      |
| 1818 | 1172      |
| 1840 | 1473      |
| 1848 | 1580      |
| 1864 | 2125      |
| 1871 | 2042      |
| 1885 | 2255      |
| 1895 | 2083      |
| 1905 | 1848      |

| Jahr | Einwohner |
| ---- | --------- |
| 1925 | 1913      |
| 1939 | 2465      |
| 1946 | 3073      |
| 1964 | 2261      |
| 1971 | 2224      |
| 1981 | 2158      |
| 1993 | 1876      |
| 2006 | 1674      |
| 2008 | 1582      |

| Jahr | Einwohner |
| ---- | --------- |
| 2011 | 1637      |
| 2017 | 1512      |
| 2018 | 1500      |
| 2019 | 1493      |
| 2022 | 1447      |
| 2023 | 1443      |

Quelle bis 2006: danach: 

#### Stadt Arneburg
| Jahr | Einwohner |
| ---- | --------- |
| 2014 | [00]1405  |
| 2015 | [00]1406  |
| 2017 | [00]1399  |
| 2018 | [00]1385  |
| 2020 | [00]1333  |
| 2021 | [00]1347  |
| 2022 | [00]1332  |
| 2023 | [00]1325  |

## Politik
In Arneburg befindet sich eine Außenstelle der Verbandsgemeinde Arneburg-Goldbeck, deren Hauptsitz Goldbeck ist.

### Bürgermeister
Ehrenamtlicher Bürgermeister der Stadt Arneburg ist seit 2008 Lothar Riedinger. Er wurde zuletzt bei der Bürgermeisterwahlen am 6. März 2022 gewählt.

### Stadtrat
Der Stadtrat setzt sich nach der letzten Stadtratswahl am 9. Juni 2024 folgendermaßen zusammen:
- Bürger für Arneburg: 8 Sitze
- CDU: 4 Sitze

Der Bürgermeister ist ebenfalls Mitglied des Stadtrats.

### Wappen
Blasonierung: „In Silber über blauem Wasser eine rote schwarzgefugte Burgmauer mit gezinntem Torturm mit halbgeöffnetem goldenem Fallgatter und zwei Mauertürmen mit je einem Rundbogenfenster, grünbedacht und goldbeknauft, der rechte Turm mit Satteldach und der linke mit Spitzdach; über dem Torturm schwebend ein goldbewehrter roter Adler.“
Über Ursprung und Entstehungszeit des Wappens konnte nichts ermittelt werden. Burg und Adler sind vermutlich redende Symbole (Arneburg = Adlerburg) oder der Adler steht für die Mark Brandenburg, während das Wasser die geografische Lage Arneburgs an der Elbe versinnbildlicht. Die unterschiedlichen Türme im Wappen Arneburgs verweisen höchstwahrscheinlich auf ein ehemaliges Kloster und die Burg in Arneburg.

### Flagge
Die Flagge wurde am 19. Oktober 2009 durch den Landkreis genehmigt.
Die Flagge ist Rot – Weiß (1:1) gestreift (Querformat: Streifen waagerecht verlaufend, Längsformat: Streifen senkrecht verlaufend) und mittig mit dem Stadtwappen belegt.
Die Flaggenentwürfe stammen vom Kommunalheraldiker Jörg Mantzsch aus Magdeburg.

## Wirtschaft und Infrastruktur

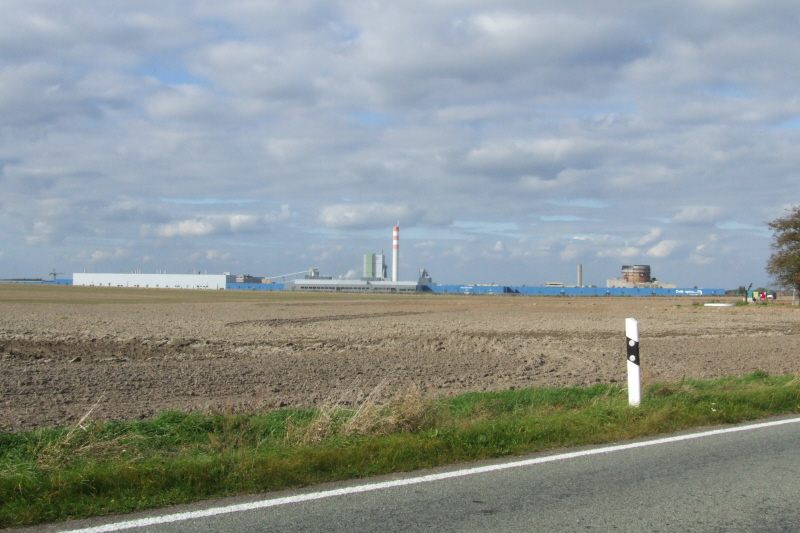
Der Industriepark bei Dalchau

### Zellstoff Stendal

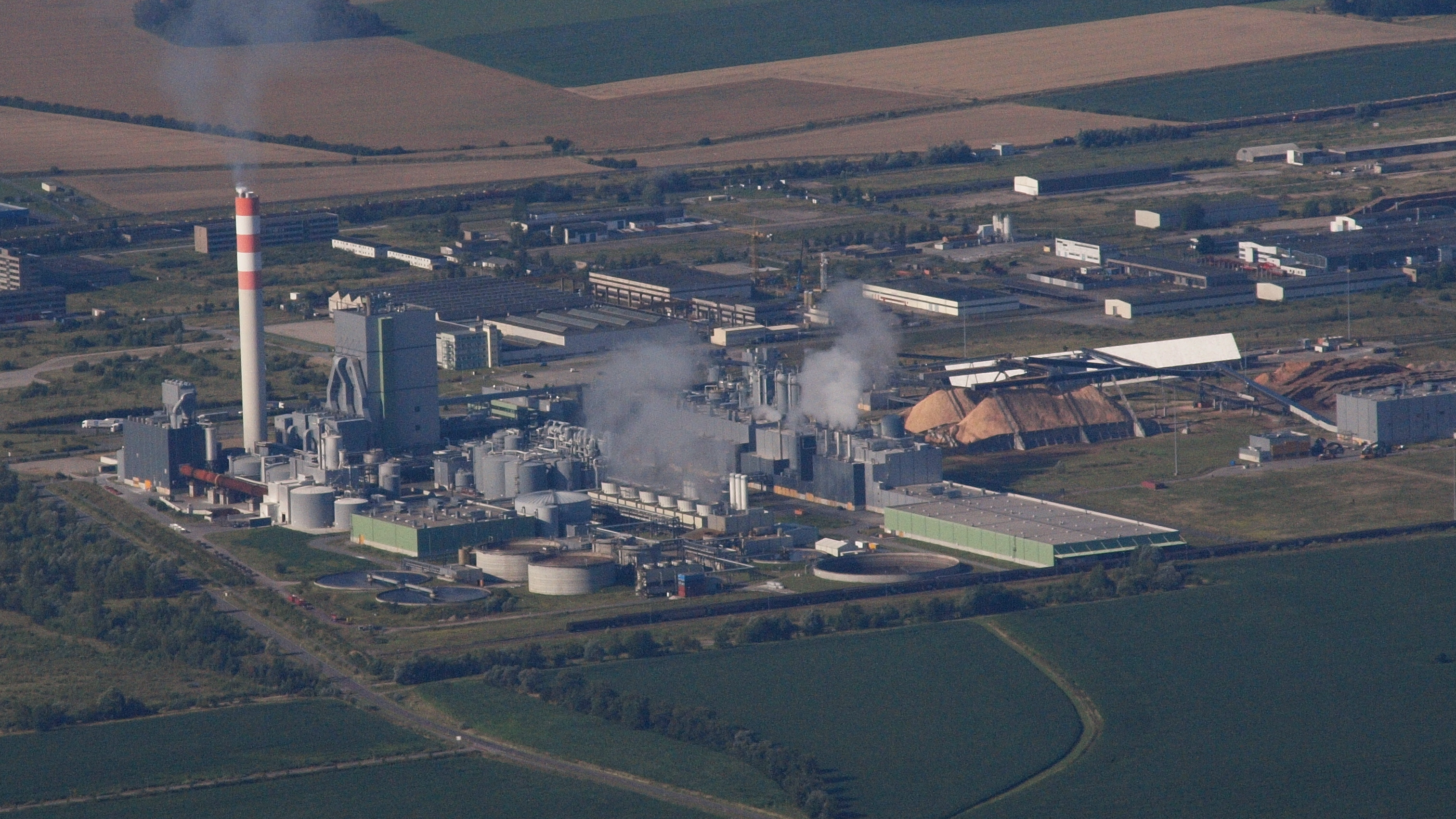
Industrie- und Gewerbepark Altmark, Luftaufnahme (2014)

Im Industrie- und Gewerbepark Altmark befindet sich eines der modernsten Zellstoffwerke Europas, das mehrheitlich zur Mercer Group gehört. Eingeweiht wurde das Werk 2004 von Bundeskanzler Gerhard Schröder (SPD) und Sachsen-Anhalts Ministerpräsident Wolfgang Böhmer (CDU). Es wurde etwa eine Milliarde Euro investiert. Dieses Werk ist auf die Herstellung von 600.000 Tonnen Zellstoff pro Jahr ausgelegt. Als Rohstoff werden dafür etwa zwei Millionen Festmeter Rundholz pro Jahr benötigt. Knapp 600 Mitarbeiter werden am Standort beschäftigt. Die organischen Abfälle, vor allem Baumrinde, werden in einer Biomasseverbrennung zur Energieerzeugung genutzt. Das Werkskraftwerk liefert 90 Megawatt, wovon 35 Megawatt in das öffentliche Stromnetz abgegeben werden.

### Papierfabrik
Im Herbst 2006 startete die Produktion bei der Delipapier GmbH, einer Tochtergesellschaft des italienischen Papierkonzerns Sofidel. Dieses Werk entstand auf einem 300.000 m² großen bis dahin unbebauten Gelände südlich des Bahnhofes und erhielt einen Bahnanschluss zur im Gewerbepark liegenden Zellstofffabrik. Investiert wurden etwa 200 Millionen Euro. Es entstanden 220 Arbeitsplätze. Rund 60.000 Tonnen Hygienepapiere verlassen jährlich dieses Werk.

### Biomethananlage
Im Industrie- und Gewerbepark Altmark wurde 2012 mit dem Bau einer Biomethanraffinerie begonnen, die seit Mai 2013 stündlich rund 700 m³ aufbereitetes Biomethan mit einem Methananteil von 99 % ins Gasnetz einspeist.

### Verkehr
Die Fähre Arneburg, eine Gierseilfähre, stellt die Verbindung zum Ostufer der Elbe her. Im Winterhafen entstand eine Steganlage mit Bootsservicezentrum.
Die Bahnstrecke Borstel–Niedergörne verbindet den Industriepark mit Stendal. Bis 1998 fand hier auch Personenverkehr statt. Ein Teil dieser Strecke folgt der ehemaligen Strecke Stendal–Arneburg der früheren Stendaler Kleinbahn. Diese wurde bis 1972 betrieben.
Es verkehren Linienbusse und Rufbusse von stendalbus.

## Sehenswürdigkeiten

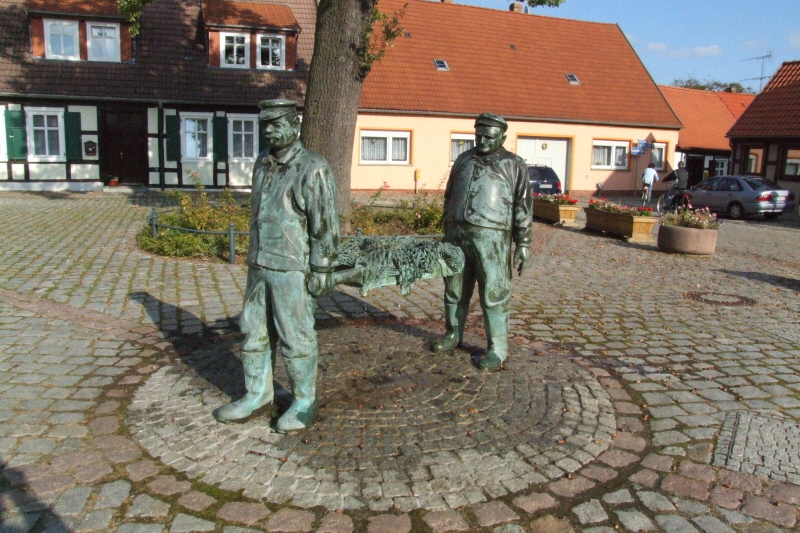
Fischerbrunnen

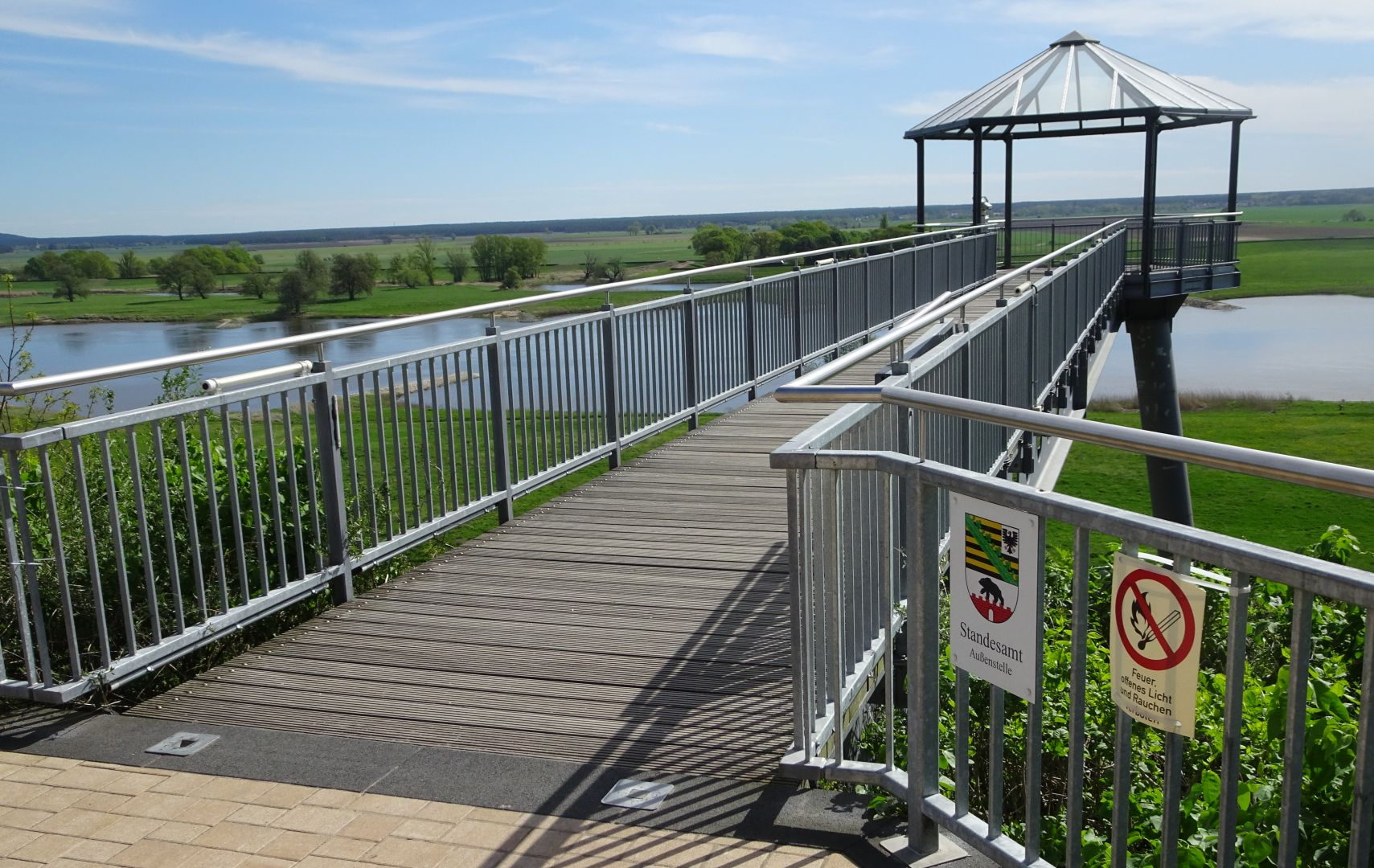
Aussichtsplattform am Burgberg

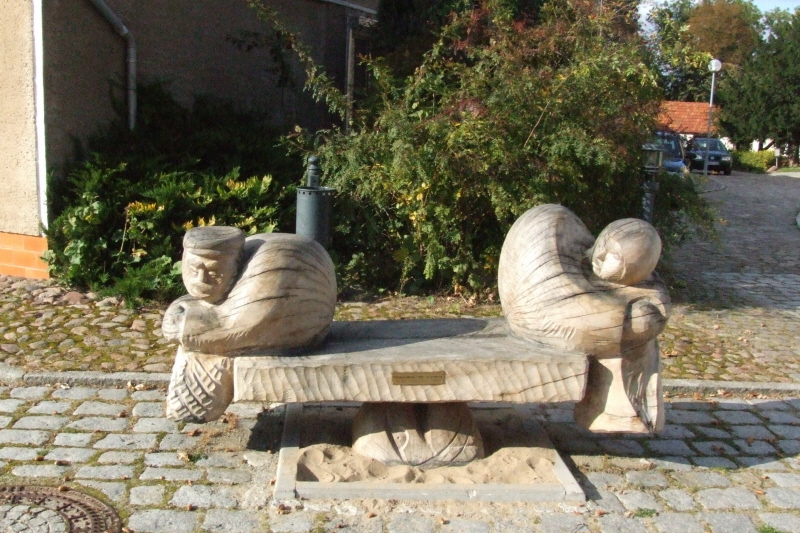
Bank Fischer und sin Fru von Horst Kaht

- Stadtkirche St. Georg
- Fischerbrunnen
An die einst sehr bedeutende Elbfischerei erinnert der Fischerbrunnen. Weitere Plastiken zeitgenössischer Künstler finden sich im Stadtgebiet.
- Geschichtsdenkmal
An der Werner-Seelenbinder-Sekundarschule erinnert seit 1972 ein Gedenkstein an den kommunistischen Sportler und Widerstandskämpfer gegen den Nationalsozialismus Werner Seelenbinder, der 1944 in Brandenburg-Görden ermordet wurde.
- Burgberg mit Blick auf Elbe und Umland
Der Burgberg liegt 35 Meter über der Elbe.

## Sport
Der Fußballverein Rot-Weiß Arneburg spielt mit seiner 1. Herrenmannschaft in der Saison 2022/23 in der Landesklasse.

## Religionen
Die Volkszählung in Deutschland 2022 zeigte, dass von den 1.437 Einwohnern der Stadt Arneburg rund 20 % der evangelischen und rund 2 % der katholischen Kirche angehörten.
Die evangelische Kirchengemeinde gehört zum Pfarrbereich Arneburg des Kirchenkreises Stendal im Bischofssprengel Magdeburg der Evangelischen Kirche in Mitteldeutschland. Zum Pfarrbereich Arneburg gehören darüber hinaus auch die Kirche in Dalchau sowie die Kirchengemeinden Baben, Baumgarten, Beelitz, Groß Schwechten, Hassel, Jarchau, Lindtorf, Rindtorf und Sanne.
Die katholischen Christen gehören zur Pfarrei St. Anna in Stendal im Dekanat Stendal des Bistums Magdeburg. Nachdem infolge der Flucht und Vertreibung Deutscher aus Mittel- und Osteuropa 1945–1950 auch im seit der Reformation evangelisch-lutherisch geprägten Arneburg wieder Katholiken in größerer Zahl zugezogen waren, fanden seitens der Pfarrei Stendal in Arneburg in der evangelischen Kirche oder in Wohnhäusern katholische Gottesdienste statt. 1958 wurde eine katholische Kapelle eingerichtet, die 1959 eingeweiht wurde. Zuletzt fanden die Gottesdienste und Veranstaltungen im Haus Breite Straße 42 statt. Die Kapelle wurde wieder aufgegeben, zur Errichtung einer katholischen Kirchengemeinde kam es in Arneburg nicht.
Die neuapostolische Kirche wurde geschlossen und abgerissen.

## Persönlichkeiten

### Ehrenbürger
- 25. März/1. April 1895: Fürst Otto von Bismarck
- 1971 Richard Pflaumbaum, Leiter des Heimatmuseums

### Söhne und Töchter der Stadt
- Joachim Erdmann Schmidt (1710–1776), Rechtswissenschaftler und Historiker
- Eberhard Schmidt (1711–1762), evangelischer Theologe und Generalsuperintendent
- Moritz Erdmann (1845–1919), Maler der Münchner Schule
- Otto Ringleb (1875–1946), Urologe, Hochschullehrer und SS-Führer